# Литва на Дитячому пісенному конкурсі Євробачення
Литва на Дитячому пісенному конкурсі Євробачення вперше взяла участь у 2007 році. Всього країна була учасницею конкурсу чотири рази: у 2007, 2008, 2010 та 2011 роках. Першою представницею Литви стала Ліна Юревічюте, яка виконала пісню «Kai Miestas Snaudžia» (Коли на місто падає сніг) та посіла 13 місце. Накйращий результат Литві на конкурсі принесла у 2008 році Егл Джургейтіт, що здобула 3 місце зі своєю піснею «Laiminga Diena» (Щасливий день). 
Після відмови у 2012 році країна більше не поверталася до конкурсу. Керівник делегації Литви на конкурсі Євробачення Аудріус Гіржадас зазначає, що велика вартість участі та низький інтерес аудиторії до Дитячого конкурсу слугують причиною такого рішення.

## Учасники
Умовні позначення
     Переможець
     Друге місце
     Третє місце
     Четверте місце
     П'яте місце
     Останнє місце
| Рік  | Місце проведення | Учасник                    | Пісня                                             | Місце | Бали |
| ---- | ---------------- | -------------------------- | ------------------------------------------------- | ----- | ---- |
| 2007 | Роттердам        | Ліна Юревічюте (Ліна Джой) | «Kai Miestas Snaudžia» (Коли на місто падає сніг) | 13    | 33   |
| 2008 | Лімасол          | Егл Джургейтіт             | «Laiminga Diena» (Щасливий день)                  | 3     | 103  |
| 2010 | Мінськ           | Бартас                     | «Oki-doki» (Окі-докі)                             | 6     | 67   |
| 2011 | Єреван           | Пауліна Скрабите           | Debesys (The clouds) (Хмари)                      | 10    | 53   |

## Історія голосування (2007-2011)
| №  | Дано               | Дано | Отримано           | Отримано |
| №  | Країни             | Очок | Країни             | Очок     |
| -- | ------------------ | ---- | ------------------ | -------- |
| 1  | Грузія             | 46   | Грузія             | 40       |
| 2  | Росія              | 32   | Північна Македонія | 24       |
| 3  | Білорусь           | 27   | Сербія             | 19       |
| 4  | Україна            | 18   | Білорусь           | 17       |
| 5  | Швеція             | 16   | Росія              | 15       |
| 6  | Латвія             | 15   | Бельгія            | 14       |
| 7  | Північна Македонія | 15   | Латвія             | 12       |
| 8  | Нідерланди         | 13   | Нідерланди         | 12       |
| 9  | Бельгія            | 12   | Україна            | 12       |
| 10 | Сербія             | 12   | Мальта             | 10       |
| 11 | Мальта             | 10   | Молдова            | 8        |
| 12 | Вірменія           | 7    | Румунія            | 8        |
| 13 | Молдова            | 3    | Вірменія           | 6        |
| 14 | Румунія            | 2    | Швеція             | 5        |
| 15 | Болгарія           | 2    | Болгарія           | 3        |
| 16 | Кіпр               | 2    | Кіпр               | 2        |
| 17 | Греція             | ―    | Греція             | 1        |